# Hoa thu Bristol
Hoa thu Bristol (Sorbus bristoliensis) là một loài cây hoa thu thuộc họ Rosaceae. Đây là loài đặc hữu của Vương quốc Anh, chỉ mọc hoang ở Avon Gorge và ở vùng Leigh Woods của Bristol